# خانه حاجی محمد خوزینی
خانه حاجی محمد خوزینی مربوط به دوره قاجار است و در شهرستان ترکمن، بخش گمیشان، شهر گمیش تپه، خیابان پاسداران واقع شده و این اثر در تاریخ ۱۶ دی ۱۳۸۷ با شمارهٔ ثبت ۲۴۴۷۳ به‌عنوان یکی از آثار ملی ایران به ثبت رسیده است.